# Torvhjorttryffel
Torvhjorttryffel (Elaphomyces leveillei) är en svampart som beskrevs av Tul. & C. Tul. 1841. Torvhjorttryffel ingår i släktet Elaphomyces och familjen hjorttryfflar.  Arten är reproducerande i Sverige.